# L'ultima volta che siamo stati bambini
L'ultima volta che siamo stati bambini è un film del 2023 diretto da Claudio Bisio, al suo debutto alla regia.
La pellicola è l'adattamento cinematografico dell'omonimo romanzo di Fabio Bartolomei.

## Trama
Roma, estate 1943. Quattro bambini stringono amicizia e passano le loro giornate giocando alla guerra: Italo, figlio di un federale fascista, Anacleto Barocci; Cosimo, che vive con il nonno insieme al fratello minore; Vanda, un'orfana che vive in convento; e Riccardo, i cui genitori sono ebrei. Un giorno, per ordine del governo, gli ebrei romani sono deportati, incluso Riccardo e la sua famiglia. Quando gli amici scoprono la sua scomparsa, vengono vagamente a sapere che gli ebrei sono stati portati in Germania e decidono di andare a liberarlo, seguendo a piedi i binari ferroviari. Sulle loro tracce si dirigono Vittorio, il fratello maggiore di Italo, e Suor Agnese, una suora particolarmente affezionata a Vanda.
I gruppi vivono diverse avventure e approfondiscono i loro rapporti: Italo vuole essere un perfetto fascista dopo essere stato umiliato dal padre a favore di Vittorio, Vanda rivela di aver accettato la proposta di Riccardo di essere adottata dalla sua famiglia prima che venissero deportati e Cosimo soffre per la perdita della madre e l'esilio del padre, allontanato per aver insultato il Duce. I bambini scoprono gli orrori del conflitto quando si imbattono in alcuni cadaveri uccisi dai soldati e accettano di uccidere e cucinare il loro galletto portafortuna, rubato in precedenza, per sfamare una famiglia ridotta alla povertà.
Vittorio e Agnese, a un certo punto del viaggio, sono costretti a vestirsi con abiti civili, ma vengono scoperti da alcuni soldati che li scambiano per sovversivi e minacciano di giustiziarli. Italo, Vanda e Cosimo, incrociando l'esecuzione, riescono a salvare i due chiarendo l'equivoco. Vittorio e Italo si riappacificano e tutti si preparano a prendere un treno per tornare a Roma. In stazione si ferma un convoglio che deve portare gli ebrei ai campi e Italo decide di salirci sopra spacciandosi per un bambino ebreo, così da andare a liberare Riccardo, su incoraggiamento degli amici. La voce fuori campo di Cosimo racconta che quando loro tre erano partiti da Roma per salvarlo, Riccardo era già morto. Della data di morte di Italo invece non si saprà mai nulla in quanto non era schedato. Nel presente Vanda e Cosimo, sposati e ormai anziani, portano la loro nipotina nella stessa stazione da cui Italo era partito, affermando che si tratta del posto in cui "sono stati bambini l'ultima volta".

## Produzione
Le scene esterne sono state girate sulla Ferrovia Asciano-Monte Antico, la scena finale del film è stata girata presso la Stazione di Sant'Angelo-Cinigiano, posta sulla stessa linea.

## Distribuzione
Il film è stato distribuito nelle sale cinematografiche italiane da Medusa Distribuzione a partire dal 12 ottobre 2023.
HBO Europe ha curato la distribuzione in Albania, Bosnia-Erzegovina, Bulgaria, Croazia, Macedonia del Nord, Moldavia, Montenegro, Polonia, Repubblica Ceca, Romania, Serbia, Slovacchia, Slovenia e Ungheria. 
Palace Films ha distribuito il film in Australia e Nuova Zelanda.

## Accoglienza
Il film ha incassato 1996490 €. e nel mondo 2,1 milioni.

## Riconoscimenti
Il film ha aperto la 53ª edizione del Giffoni Film Festival e anche la ventunesima edizione del Magna Graecia Film Festival 2024, che si tiene ogni anno a Catanzaro. Ha quindi ricevuto il Premio UNICEF, Premio Fuori le Mura, Premio del Pubblico e Castello d'oro durante il Festival di Castellinaria di Bellinzona.
Ha poi vinto la diciottesima edizione del Festival del Cinema Italiano in Brasile, è stato vincitore ex aequo insieme a Io Capitano alla quindicesima edizione dello Sciacca Film Fest, ha ricevuto il Premio Giuria Giovani alla trentottesima edizione delle Journees du Cinema Italien de Nice.
Il film ha ottenuto la candidatura ai David di Donatello, nella categoria David Giovani. Ai Nastri d'argento 2024 Claudio Bisio riceve il Premio Nino Manfredi per il film, mentre durante il Festival Filming Italy Sardegna 2024 riceve il Filming Italy Nanni Loy Award per la regia. Si aggiudica inoltre anche il Premio internazionale Flaiano per il concorso italiano 2024.